# Malak Hamza
Malak Maher Hamza (arabiska: ملك ماهر حمزة), född 16 februari 2006, är en egyptisk fäktare som tävlar i florett. Hennes bror Mohamed Hamza är också en olympisk fäktare.
Hamza studerar vid University of Pennsylvania och tävlar för deras idrottsförening Penn Quakers.

## Karriär
Vid olympiska sommarspelen 2024 i Paris blev Hamza utslagen i sextondelsfinalen i damernas florett av tyska Anne Sauer samt var en del av Egyptens lag tillsammans med Sara Amr Hossny, Yara El-Sharkawy och Noha Hany som slutade på åttonde plats i lagtävlingen i florett.